# Egy kis virág a völgy ölén
Az Egy kis virág a völgy ölén kezdetű dalt Ludwig van Beethoven írta Százszorszép címmel. Acht Lieder (Op. 52.) című művének 8. dala (Das Blümchen Wunderhold).

## Kotta és dallam
Elmondhatnám nagy boldogan, hogy mennyi bajra ír,

a test, a lélek tőle friss, nem rémít úgy a sír,

e szent talizmán hathatós, még bájital se kell,

e bűverő, mit szirma rejt, tán sosem múlik el.

## Felvételek
- Ludwig van Beethoven:  Százszorszép. Ovitévé  YouTube (2012. szeptember 11.)  (Hozzáférés: 2016. augusztus 21.) (audió)
- Ludwig van Beethoven:  Das Blümchen Wunderhold (La florecilla de encanto mágico): Lied, Op. 52/8. Dietrich Fischer-Dieskau (bariton), Jörg Demus (zongora)  YouTube (2013. február 18.)  (Hozzáférés: 2016. augusztus 21.) (audió)
- Ludwig van Beethoven:  Das Blümchen Wunderhold. Hermann Prey (ének), Wolgang Sawallisch (zongora)  YouTube (2015. szeptember 14.)  (Hozzáférés: 2016. augusztus 21.) (audió) [halott link]